# Alloneuron dorrii
Alloneuron dorrii es una especie de planta de flores perteneciente a la familia  Melastomataceae. Es endémica de Ecuador.  Su hábitat natural son las montañas húmedas subtropicales o tropicales. 

## Descripción
Es un árbol endémico del sudoeste de Ecuador donde se conoce desde 1989 una colonia a la orilla del Río Zamora a 25 km de la carretera Loja–Zamora. También se pueden encontrar en el Parque nacional Podocarpus. Ningún espécimen se encuentra recogido en los museos de Ecuador.

## Taxonomía
Alloneuron dorrii fue descrita por John Julius Wurdack y publicado en Phytologia 69(5): 323–324. 1990.